# つり輪

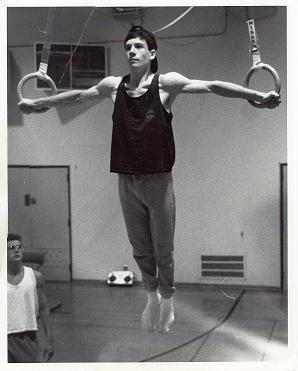
十字懸垂

つり輪（つりわ）は、体操競技のつり輪種目で使用する体操器具またそれを使った体操種目の一種。遊具の一種でもある。

## 体操競技
つり輪種目は、演技者が実施を行い、審判が採点する。他種目に比べると動きは少ないが、固定されていないつり輪で体を支える絶妙なバランスと2本の腕のみで体を支える力強さが見所の、男子のみで実施される最も腕力が要求される種目である。
ここ数十年の体操競技のルール改正を振り返ってみると、全般的に振動技重視で、他種目では静止技が著しく制限されている。ルール改正のたびに静止技・力技の制限が厳しくなり、止まらない、流れの良い演技が評価されるようになっている。この中でつり輪だけは逆に振動技が制限される流れがあり、つり輪の特殊性が大きくなってきている。これは各種目の特色を十分に発揮させるという意味では歓迎すべきものである。
一方で総合種目を行う選手の立場からはつり輪だけが大きく方向性の違うものとなってしまい、つり輪と他種目を両立させる難しさが大きく、オールラウンダーが減る傾向の原因となっている。2001年のルール改正で、団体種目決勝での演技実施者数が減少(5人→3人)したことにより、つり輪のスペシャリストの価値が上がっていることから、今後オールラウンダーがますます減ると予測される。

### 器具
2本のつり輪は床面から280cmの高さに吊り下げられている。樹脂、金属ないし木製の輪を、ロープやワイヤーで吊り下げており、それぞれの輪は自由に動く。輪の内径は18cm、輪と輪の幅は50cm。また、つり下げているワイヤーはいくら捻ろうとしてもねじれないように、根本部分に工夫が為されている。

### 競技の流れ
つり輪種目は団体・個人総合で行われるほか、種目別でも単独で行われている。
演技はつり輪にぶら下がったところから始まり、終末技で着地するか、演技者が途中で棄権するまで行われる。つり輪にぶら下がった時点から演技が開始するのであり、この際自力で飛びつくのは無論のこと、ロイター板や補助者の助けを借りることも許される。演技終了は着地動作を完了した時点となり、着地時に静止できず足を踏み出したり転倒した場合は減点対象となる。演技開始から終末技の実施まで手を離してはいけない。

### 技と採点
この種目はつり輪上で技を行う。非常に多くの技があり、認められている技には難度が設定されている。体操競技の採点は、基礎実施点等に、難度に応じて加えられる点である難度加点を加えた演技価値点から不完全な技の減点を引いたものが得点とされるため、いくら美しい演技をしても難度の低い技ばかりでは、結果としていい点が出ないことになる。

### 技の種類

#### 状態
体の状態を表す用語は以下の通り。
懸垂
単につり輪にぶら下がる状態。頭を上に、かつ腕を上向きに垂直に立てるか腕を水平にして体を支える状態。腕を水平にして体を支えるものを十字懸垂と呼ぶ。体力測定で言われる懸垂とは、鉄棒に懸垂し腕を屈伸させる懸垂腕屈伸の略で同じものではない。
支持
腕を下向きに垂直に立て、腕の力で体を支持させる状態。または、体を水平に支えること。体を水平に支えることを水平支持と呼ぶ。
倒立
頭を下に体を支える状態。腕を水平にした場合は十字倒立、腕を頭方向に伸ばして倒立することを力倒立と呼ぶ。

#### 技
技は数え切れないほど多くの技があるが、系統立てると以下のようになる。
懸垂振動技
体を振ったり回転させたりする、瞬発力が要求される技。ぶら下がった状態(懸垂)から蹴上がり、つり輪上で(支持)する蹴上がりや、倒立した状態から勢いをつけて宙返りし懸垂する技であるグチョギー:後方かかえこみ二回宙返り懸垂などがある。
振動倒立技
体を振ったり回転させたりしたあと、倒立で静止するバランスが要求される技。
力技
懸垂状態から振動・反動なしで支持状態に移行したり、ゆっくり回転するなど腕力を要求される技。
静止技
体を支持した状態で2秒間静止する、腕力を要求される技。2秒間静止できない場合は減点され、1秒間静止できない場合は静止技として認められない。
振動からの力静止技
体を振ったり回転させたりしたあと、支持や十字懸垂などの力技で静止させる技。
終末技
つり輪を放し、着地する技。全て振動技である。
過去にあった技
振動中に体をひねりロープを交差、戻す技が過去にあったが、現在はロープの交差が認められていない。

### 禁止行為
禁止行為を行った場合は0点となる。また、減点が科せられるケースもある。
器具からの落下
つり輪から落下した場合、1.0の減点となる。
つり輪の交差
つり輪を支えているロープを交差させてはいけない。故意に行った場合、0点となる。
屈腕車輪
屈腕での車輪運動を行ってはいけない。
着地違反
足以外で着地すると0点となる。体操競技においては他種目でも終末技に足以外で着地する技は禁止であり、基本ルールの一つでもある。また、故意に横向きに着地した場合も0点となる。

## 安全性
部員生徒が学校管理下での安全な練習と演技を行うにあたって、事前の事故予防策が必要になる。

## 遊具
遊具のつり輪は体操競技のつり輪よりも大型で高低をつけて設置されることが多い。